# Antigóni Lymberáki
Antigóni Lymberáki (en grec Αντιγόνη Λυμπεράκη), née le 23 avril 1959 à Athènes, est une femme politique grecque.

## Biographie
Aux élections législatives grecques de janvier 2015, elle est élue députée au Parlement hellénique sur la liste de La Rivière dans la deuxième circonscription d'Athènes. Elle est désignée représentante parlementaire de La Rivière pour la XVIe législature.